# Энди Бернард
Эндрю Бэйнс Бернард (при рождении Уолтер Бэйнс Бернард младший; 1973) — вымышленный персонаж из комедийного телесериала NBC The Office, которого играет Эд Хелмс. В оригинальной британской версии сериала он не имеет соответствующего ему персонажа. Он появляется в премьере третьего сезона в качестве регионального директора по продажам в Стэмфордском филиале компании по распространению бумаги Dunder Mifflin после перехода туда Джима Хэлперта. Позднее в том же сезоне происходит слияние Стэмфордского и Скрантонского филиалов в эпизоде «Слияние». Он становится старшим менеджером в филиале Scranton благодаря Роберту Калифорнии в премьере восьмого сезона после ухода Майкла Скотта и Дианжело Виккерса, хотя затем временно уволен и заменён Нелли Бертрам до его восстановления новым генеральным директором Дэвидом Уоллесом.
В течение девятого сезона отношения Энди с Уоллесом ухудшаются из-за нехватки внимания и профессионализма Энди, что в итоге приводит к добровольной отставке Энди, к его восстановлению в должности продавца, а затем снова к его увольнению после вульгарных действий Энди, что он использует в своих интересах, чтобы продолжить карьеру в сфере развлечений. Всё это происходит в течение одного дня в серии Livin 'the Dream.
Несмотря на то, что игра Хелмса получила положительную оценку, его персонаж вызвал неоднозначную реакцию. Так, Энди был назван одним из самых раздражающих персонажей 2011 года журналом Vulture, однако журнал Nerve назвал его вторым самым смешным персонажем сериала после Майкла Скотта.
Имя персонажа совпадает с именем американского экономиста Эндрю Бернарда, профессора международной экономики в школе бизнеса Дартмутского колледжа.